# Lijst van skicentra in België
Dit is een (onvolledige) lijst van skicentra in België waar men bij voldoende sneeuw kan skiën. Daarnaast zijn er ook drie indoorskibanen.

## Outdoor
De coördinaten in de tabel zijn van de skipiste of het startpunt.
| Skicentrum                                          | Plaats                  | Gemeente               | Provincie | Coördinaten                   | Noten                               | Bronnen             |
| --------------------------------------------------- | ----------------------- | ---------------------- | --------- | ----------------------------- | ----------------------------------- | ------------------- |
| Piste Houyres - Baugnez Lejoly Sports d'Hiver       | Baugnez                 | Malmedy                | Luik      | 50° 23′ 49″ NB, 6° 04′ 4″ OL  | langlaufen, sneeuwscooter, rodelen  | [ 1 ] [ 2 ]         |
| Ferme Libert                                        | Bévercé                 | Malmedy                | Luik      | 50° 26′ 40″ NB, 6° 01′ 46″ OL | skiën                               | [ 3 ]               |
| Skizentrum Worriken                                 | Bütgenbach              | Bütgenbach             | Luik      | 50° 25′ 28″ NB, 6° 13′ 22″ OL | langlaufen                          | [ 4 ] [ 2 ]         |
| Skicentrum Herzebösch / Herzebösch Sport            | Elsenborn               | Bütgenbach             | Luik      | 50° 27′ 42″ NB, 6° 12′ 40″ OL | langlaufen, rodelen                 | [ 5 ] [ 6 ] [ 2 ]   |
| Huis Ternell                                        | Eupen                   | Eupen                  | Luik      | 50° 35′ 9″ NB, 6° 7′ 49″ OL   | langlaufen                          | [ 7 ] [ 2 ]         |
| Baraque Fraiture                                    | Fraiture                | Vielsalm               | Luxemburg | 50° 15′ 18″ NB, 5° 44′ 22″ OL | skiën, rodelen                      | [ 8 ] [ 9 ]         |
| Baraque Michel                                      | Jalhay                  | Jalhay/Weismes/Malmedy | Luik      | 50° 31′ 8″ NB, 6° 03′ 48″ OL  | langlaufen                          | [ 10 ] [ 11 ] [ 2 ] |
| Le Monty                                            | Lierneux                | Lierneux               | Luik      | 50° 16′ 52″ NB, 5° 46′ 44″ OL | skiën                               | [ 12 ]              |
| Wintersportcentrum Losheimergraben (Hotel Schröder) | Losheimergraben         | Büllingen              | Luik      | 50° 22′ 49″ NB, 6° 20′ 33″ OL | langlaufen, in de vallei van de Our | [ 13 ] [ 2 ]        |
| Ski Manderfeld - Auf dem Biert                      | Manderfeld              | Büllingen              | Luik      | 50° 19′ 49″ NB, 6° 20′ 28″ OL | langlaufen                          | [ 14 ] [ 2 ]        |
| Mont Spinette                                       | Mont                    | Malmedy                | Luik      | 50° 27′ 42″ NB, 6° 03′ 5″ OL  | langlaufen                          | [ 15 ] [ 2 ]        |
| Dethier Ski                                         | Ovifat                  | Weismes                | Luik      | 50° 28′ 29″ NB, 6° 6′ 30″ OL  | langlaufen                          | [ 16 ] [ 2 ]        |
| Ski Alpin Ovivat                                    | Ovifat                  | Weismes                | Luik      | 50° 28′ 30″ NB, 6° 06′ 8″ OL  | skiën, rodelen                      | [ 17 ] [ 18 ] [ 2 ] |
| Eifel Skicentrum                                    | Rocherath               | Büllingen              | Luik      | 50° 25′ 59″ NB, 6° 17′ 57″ OL | langlaufen                          | [ 19 ] [ 2 ]        |
| Skihütte Mertens                                    | Rocherath               | Büllingen              | Luik      | 50° 26′ 19″ NB, 6° 18′ 12″ OL | langlaufen                          | [ 20 ] [ 2 ]        |
| Ski Rodt Tomberg                                    | Rodt                    | Sankt Vith             | Luik      | 50° 17′ 51″ NB, 6° 3′ 45″ OL  | langlaufen                          | [ 21 ] [ 2 ]        |
| Mont des Brumes (permanent gesloten sinds 2024)     | Ruy (bij Francorchamps) | Stoumont               | Luik      | 50° 25′ 44″ NB, 5° 54′ 46″ OL | skiën                               | [ 22 ] [ 23 ]       |
| Schönberg Aktiv (Hotel Zum Burghof)                 | Schönberg               | Sankt Vith             | Luik      | 50° 17′ 19″ NB, 6° 15′ 37″ OL | sneeuwschoenen                      | [ 24 ] [ 2 ]        |
| Maison du Parc Botrange                             | Sourbrodt               | Weismes                | Luik      | 50° 29′ 35″ NB, 6° 6′ 1″ OL   | langlaufen                          | [ 25 ] [ 2 ]        |
| Mont Rigi                                           | Sourbrodt               | Weismes                | Luik      | 50° 30′ 38″ NB, 6° 4′ 37″ OL  | langlaufen                          | [ 26 ] [ 2 ]        |
| Signal de Botrange (Maison du Parc)                 | Sourbrodt               | Weismes                | Luik      | 50° 30′ 6″ NB, 6° 5′ 35″ OL   | langlaufen                          | [ 27 ] [ 2 ]        |
| Thier des Rexhons                                   | Spa                     | Spa                    | Luik      | 50° 27′ 30″ NB, 5° 51′ 60″ OL | skiën, langlaufen, rodelen          | [ 28 ] [ 29 ]       |
| Val de Wanne                                        | Trois-Ponts             | Trois-Ponts            | Luik      | 50° 21′ 44″ NB, 5° 54′ 38″ OL | skiën                               | [ 30 ] [ 31 ]       |
| Im Himmelchen / Ski Club Weywertz                   | Weywertz                | Bütgenbach             | Luik      | 50° 26′ 57″ NB, 6° 09′ 45″ OL | langlaufen, rodelen                 | [ 32 ] [ 2 ]        |
| Les Crêtes de Xhoffraix                             | Xhoffraix               | Malmedy                | Luik      | 50° 27′ 26″ NB, 6° 4′ 18″ OL  | langlaufen                          | [ 33 ] [ 2 ]        |

## Indoor
Er zijn drie indoorskibanen in België:
| Skicentrum          | Plaats  | Gemeente      | Provincie  | Coördinaten                   | Noten | Lengte    | Breedte  | Hoogteverschil |
| ------------------- | ------- | ------------- | ---------- | ----------------------------- | ----- | --------- | -------- | -------------- |
| SnowWorld Antwerpen | Wilrijk | Antwerpen     | Antwerpen  | 51° 09′ 36″ NB, 4° 22′ 26″ OL | skiën | 240 meter | 50 meter | ca 48 meter    |
| Ice Mountain        | Komen   | Komen-Waasten | Henegouwen | 50° 46′ 56″ NB, 3° 00′ 9″ OL  | skiën | 210 meter | 30 meter | 40 meter       |
| Snow Valley         | Peer    | Peer          | Limburg    | 51° 07′ 23″ NB, 5° 28′ 11″ OL | skiën | 350 meter | 30 meter | 64 meter       |